# جگن (شوط)
جگن روستایی از توابع دهستان قره‌قویون شمالی بخش مرکزی شهرستان شوط استان آذربایجان غربی کشور ایران است. واقع شده‌است. براساس سرشماری مرکز آمار ایران در سال ۱۳۹۵، جگن ۱۸ نفر جمعیت دارد.